# Iso Viinijärvi och Pieni Viinijärvi
Iso Viinijärvi och Pieni Viinijärvi eller Viinijärvi är en sjö i Finland. Den ligger i kommunen Kajana i landskapet Kajanaland, i den centrala delen av landet, 400 km norr om huvudstaden Helsingfors. Iso Viinijärvi och Pieni Viinijärvi ligger 163,5 meter över havet. Den är 3,9 meter djup. Arean är 1,29 kvadratkilometer och strandlinjen är 12,94 kilometer lång. Sjön  ingår i Vuoksens huvudavrinningsområde.   I omgivningarna runt Iso Viinijärvi och Pieni Viinijärvi växer i huvudsak blandskog.
I övrigt finns följande i Iso Viinijärvi och Pieni Viinijärvi:
- Lehtosaari (en ö)
- Mäntysaari (en ö)